# Фалорси, Гуидо
Гуидо Фалорси (итал. Guido Falorsi; 1847 — 1920) — итальянский публицист, профессор истории в Флорентийском техническом институте. Сотрудник «Nazione», «Rivista Universale» «La Ragione» и «Archivio Storico Italiano». Автор множества статей, очерков, предисловий, небольших школьных книг, в которых проявил свой литературный талант. Крупных трудов не оставил.